# CA Central Córdoba (Rosario)
Club Atlético Central Córdoba – argentyński klub piłkarski z siedzibą w mieście Rosario w prowincji Santa Fe.

## Osiągnięcia
- Mistrz drugiej ligi argentyńskiej: 1957
- Mistrz trzeciej ligi argentyńskiej (4): 1952, 1973, 1982, 1990/91
- Mistrz czwartej ligi argentyńskiej: 1987/88
- Torneo Adrián Beccar Varela: 1934
- Torneo del Litoral: 1939

## Historia
Klub założony został 20 października 1906 przez pracowników kolejowych w mieście Rosario i zaraz po tym przystąpił do rozgrywek w lokalnej lidze Liga Rosarina de Fútbol. W pierwszej lidze argentyńskiej ostatni raz Central Córdoba wystąpił w 1959 roku. Obecnie Central Córdoba występuje w czwartej lidze argentyńskiej (Primera C Metropolitana).